# Mū Kanazaki
Mū Kanazaki (jap. 金崎 夢生, Kanazaki Mū/Muu; * 16. Februar 1989 in Tsu, Präfektur Mie) ist ein japanischer Fußballspieler.

## Karriere

### Verein
Das Fußballspielen erlernte Mū Kanazaki in den Mannschaften von Centro South Tsu, der Tokan Jr High School sowie in der Takigawa Daini High School. Seinen ersten Vertrag unterschrieb er 2007 bei Ōita Trinita. Der Verein aus Ōita spielte in der ersten Liga des Landes, der J. League Division 1. 2008 gewann der mit dem Verein den J. League Cup. 2010 wechselte er zum Ligakonkurrenten Nagoya Grampus nach Nagoya. Mit Nagoya gewann er 2010 die japanische Meisterschaft. 2011 wurde er Vizemeister. Anfang 2013 wechselte er ablösefrei nach Deutschland zum 1. FC Nürnberg. Er unterschrieb einen Vertrag bis zum 30. Juni 2014 mit Option auf zwei weitere Spielzeiten. Der 23-Jährige kann im Mittelfeld auf allen drei Offensivpositionen eingesetzt werden. Sein Bundesligadebüt gab er am 17. Februar 2013 (22. Spieltag) beim 2:2-Unentschieden im Heimspiel gegen Hannover 96 mit Einwechslung für Mike Frantz in der 63. Minute. Beim nächsten Spiel beim VfB Stuttgart stand er sogar in der Anfangsformation, wurde aber in der Halbzeit wieder ausgewechselt. Danach konnte er sich nicht im Team etablieren. Er kam noch zu zwei kürzeren Einsätzen und wurde dreimal in der zweiten Mannschaft eingesetzt, um Anschluss zu finden. Am 2. September 2013 schloss sich Kanazaki schließlich dem portugiesischen Zweitligisten Portimonense SC an. Er wurde zur Saison 2014 an den japanischen Verein Kashima Antlers ausgeliehen und im Anschluss fest verpflichtet. Mit dem Verein gewann er unter anderem die Japanische Meisterschaft 2016 und belegte bei der FIFA-Klub-Weltmeisterschaft 2016 den 2. Platz. Außerdem gewann er mit den Antlers den Kaiserpokal, den J. League Cup und den Japanischen Supercup. Mitte 2018 wechselte er zum Ligakonkurrenten Sagan Tosu nach Tosu. Im März 2020 wurde er an den Erstligisten Nagoya Grampus ausgeliehen. Für den Verein aus Nagoya absolvierte er 25 Erstligaspiele. Nach der Ausleihe wurde er von Nagoya am 1. Februar 2021 fest unter Vertrag genommen. Am 30. Oktober 2021 stand er mit Nagoya im Finale des J. League Cup. Das Finale gegen Cerezo Osaka gewann man mit 2:0. Im August 2022 wechselte er für den Rest der Saison ablösefrei zum Zweitligisten Ōita Trinita. Zu Beginn der Saison 2023 unterschrieb er einen Vertrag beim Zweitligaabsteiger FC Ryūkyū.

### Nationalmannschaft
Mū Kanazaki spielte viermal in der japanischen U18-Nationalmannschaft. Von 2009 bis 2017 spielte Mū Kanazaki elfmal in der  japanischen Nationalmannschaft. Sein Länderspieldebüt gab er am 20. Januar 2009 in einem Freundschaftsspiel gegen den Jemen.

## Erfolge
Ōita Trinita
- J. League Cup: 2008

Nagoya Grampus
- J. League Division 1: 2010
- Japanischer Supercup: 2011
- J.League Cup: 2021

Kashima Antlers
- J1 League: 2016
- FIFA-Klub-Weltmeisterschaft: 2016 (2. Platz)
- Kaiserpokal: 2016
- Japanischer Supercup: 2017
- J. League Cup: 2015